# سروناز علم‌بیگی
سروناز علم‌بیگی (زادهٔ ۱۳۵۶(۱۹۷۸) در تهران) کارگردان، مستندساز، نقاش و شاعر اهل ایران است. برجسته‌ترین آثار او ۱۰۰۱ شب دوری (۲۰۲۲) و َمیدِگُل (۲۰۲۴) نام دارند. علم‌بیگی از سال ۱۹۹۳ میلادی تاکنون مشغول فعالیت هنری بوده است.

## زندگی
سروناز علم بیگی زادهٔ ۱۳۵۶ (۱۹۷۸)در تهران است. او مدرک کارشناسی خود را در رشته نقاشی از دانشکده هنر و معماری دانشگاه آزاد تهران دریافت کرده است.

## پیشه هنری
علم‌بیگی مسیر هنری خود را در سال ۱۹۹۳ با ورود به هنرستان گرافیک و معماری (آزادگان) در تهران آغاز کرد، اما فعالیت رسمی هنری خود را از سال ۲۰۰۰ با برپایی اولین نمایشگاه نقاشی اش آغاز نمود. از سال ۲۰۱۳ تا ۲۰۱۸، آموزش فیلم‌سازی را از طریق دوره‌های تخصصی و آزمایشگاه‌های بین‌المللی معتبر فیلم، از جمله مدرسه فیلم دانمارک و مستر اسکول در داکیومنتری کمپوس گذراند. در سال ۲۰۱۳، شرکت تولید فیلم خود به نام رابیسون آرت را تأسیس کرد.   او عضو فعال انجمن مستندسازان ایران و همچنین عضو انجمن صنفی  کارگردانان آلمان است. او همچنین داور چندین جشنواره بین‌المللی فیلم بوده است، از جمله جشنواره اوسنابروک در آلمان وSunny Side of the Doc.  فیلم‌های او از جمله (هزار و یک شب دوری) (۲۰۲۱) و میدگل (۲۰۲۴) در جشنواره‌های بین‌المللی متعددی به نمایش درآمده و موفق به دریافت جوایز مختلفی شده‌اند. از جمله  می‌توان به تقدیر ویژه در برلیناله، جایزه ساکسون در جشنواره داک لایپزیگ، و در جشنواره This Human World در کشور اتریش، اشاره کرد. آثار او همچنین در جشنواره فیلم‌های بین‌المللی توکیو، شانگهای، سارایوو و سائو پائولو به نمایش درآمده‌اند. افزون بر این، آثارش از شبکه‌هایی مانند Arte نیز پخش شده‌اند و به مخاطبان متنوعی در سطح بین‌المللی رسیده‌اند.
( هزار و یک شب دوری) در اوایل ۲۰۲۲ در آلمان اکران شد و در می ۲۰۲۲ برنده جایزه بهترین فیلم مستند در جشنواره بین‌المللی فیلم مستند مونیخ شد. این فیلم مستند دربارهٔ رقصندگان ایرانی قبل و بعد از انقلاب اسلامی ۱۳۵۷ است. این فیلم مستند بر وضعیت رقصنده‌های باله و رقصنده‌های زیرزمینی  پس از انقلاب اسلامی متمرکز است.
در ژوئن ۲۰۱۷، فیلم کوتاه او به نام (نقطه و شیر) پس از افتتاحیه نمایشگاه «شیرهای ایران» در موزه هنرهای معاصر تهران منتشر شد. این فیلم کوتاه روایت افول فرهنگ مجسمه‌سازی ایران و احیای آن پس از قرن‌ها توسط پرویز تناولی، پدر مجسمه‌سازی مدرن ایران را به تصویر می‌کشد.
آخرین فیلم مستند او به نام  َمیدِگُل که در سال ۲۰۲۴ منتشر شده روایت یک دختر نوجوان پناهنده افغان در ایران است که تلاش می‌کند رؤیای خود برای تبدیل شدن به یک بوکسور موی تای را با وجود بی‌عدالتی‌های اجتماعی و خشونت خارج از رینگ دنبال کند.  َمیدِگُل مقاومت نسل Z را به تصویر می‌کشد که می‌خواهند از موقعیت ناامیدکننده زندگی خود رهایی یافته و حقوق انسانی خود را به دست آورند. او بوکس را راهی برای برنده شدن در رینگ نمی‌داند، بلکه آن را بخشی از چالش‌های زندگی می‌داند. اولین نمایش جهانی  َمیدِگُل در ۱۸ فوریه ۲۰۲۴ به عنوان بخشی از هفتاد و چهارمین جشنواره بین‌المللی فیلم برلین انجام شد و موفق به دریافت لوح تقدیر  هیات داوران در بخش نسل شد.

### فیلم‌های مستند
| سال  | نام         | سبک         | نقش                           | جوایز                                                        |
| ---- | ----------- | ----------- | ----------------------------- | ------------------------------------------------------------ |
| ۲۰۱۳ | اتاق دوم    | کوتاه-مستند | کارگردان و تهیه‌کننده          |                                                              |
| ۲۰۱۷ | تومارولند   | مستند       | نویسنده، کارگردان و تهیه‌کننده |                                                              |
| ۲۰۱۷ | نقطه و شیر  | کوتاه-مستند | کارگردان                      |                                                              |
| ۲۰۲۲ | ۱۰۰۱شب دوری | مستند       | نویسنده، کارگردان و تهیه‌کننده | The VFF Documentary Film Produktion Award at DOK.fest Munich |
| ۲۰۲۴ | َمیدِگُل       | مستند       | نویسنده، کارگردان و تهیه‌کننده | The Grand Prix of the International Jury: Special Mention    |